# Hudson Lake
Hudson Lake – jednostka osadnicza w Stanach Zjednoczonych, w stanie Indiana, w hrabstwie LaPorte.